# Отрадний (хутір)
Отрадний (рос. Отрадный; адиг. Отраднр) — хутір Кошехабльського району Адигеї Росії. Входить до складу Дмитрієвського сільського поселення.
Населення — 179 осіб (2015 рік).

## Вулиці
Усього 5 вулиць:
- Інтернаціональна
- Інтернаціональний провулок
- Цегляна
- Островського
- Вільна